# Ніжі Діас
Ніжі Діас (порт. Niege Dias; нар. 5 грудня 1966) — колишня бразильська тенісистка.
Найвищу одиночну позицію світового рейтингу — 31 місце досягла 5 грудня 1988, парну — 89 місце — 31 серпня 1987 року.
Здобула 2 одиночні та 1 парний титул туру WTA.
Найвищим досягненням на турнірах Великого шолома було 3 коло в одиночному розряді.
Завершила кар'єру 1989 року.

## Фінали Туру WTA

### Одиночний розряд: 2 (2 перемоги)
| Результат | W/L | Дата     | Турнір            | Покриття | Суперниця        | Рахунок       |
| --------- | --- | -------- | ----------------- | -------- | ---------------- | ------------- |
| Перемога  | 1–0 | Гру 1987 | Brasil Open 1987  | Ґрунт    | Патрісія Медрадо | 6–0, 6–7, 6–4 |
| Перемога  | 2–0 | Кві 1988 | Spanish Open 1988 | Ґрунт    | Беттіна Фулько   | 6–3, 6–3      |

### Парний розряд: 2 (1–1)
| Результат | W/L | Дата     | Турнір              | Покриття | Партнерка           | Суперниці                      | Рахунок       |
| --------- | --- | -------- | ------------------- | -------- | ------------------- | ------------------------------ | ------------- |
| Поразка   | 0–1 | Гру 1985 | Сан-Паулу, Бразилія | Ґрунт    | Чілла Бартош-Черепі | Мерседес Пас Габріела Сабатіні | 5–7, 4–6      |
| Перемога  | 1–1 | Гру 1986 | Сан-Паулу, Бразилія | Ґрунт    | Патрісія Медрадо    | Петра Губер Лаура Аррая        | 4–6, 6–4, 7–6 |